# Tyrannochthonius psoglavi
Tyrannochthonius psoglavi är en spindeldjursart som beskrevs av Bozidar P.M. Curcic 1990. Tyrannochthonius psoglavi ingår i släktet Tyrannochthonius och familjen käkklokrypare. Inga underarter finns listade i Catalogue of Life.